# باقلاخوران

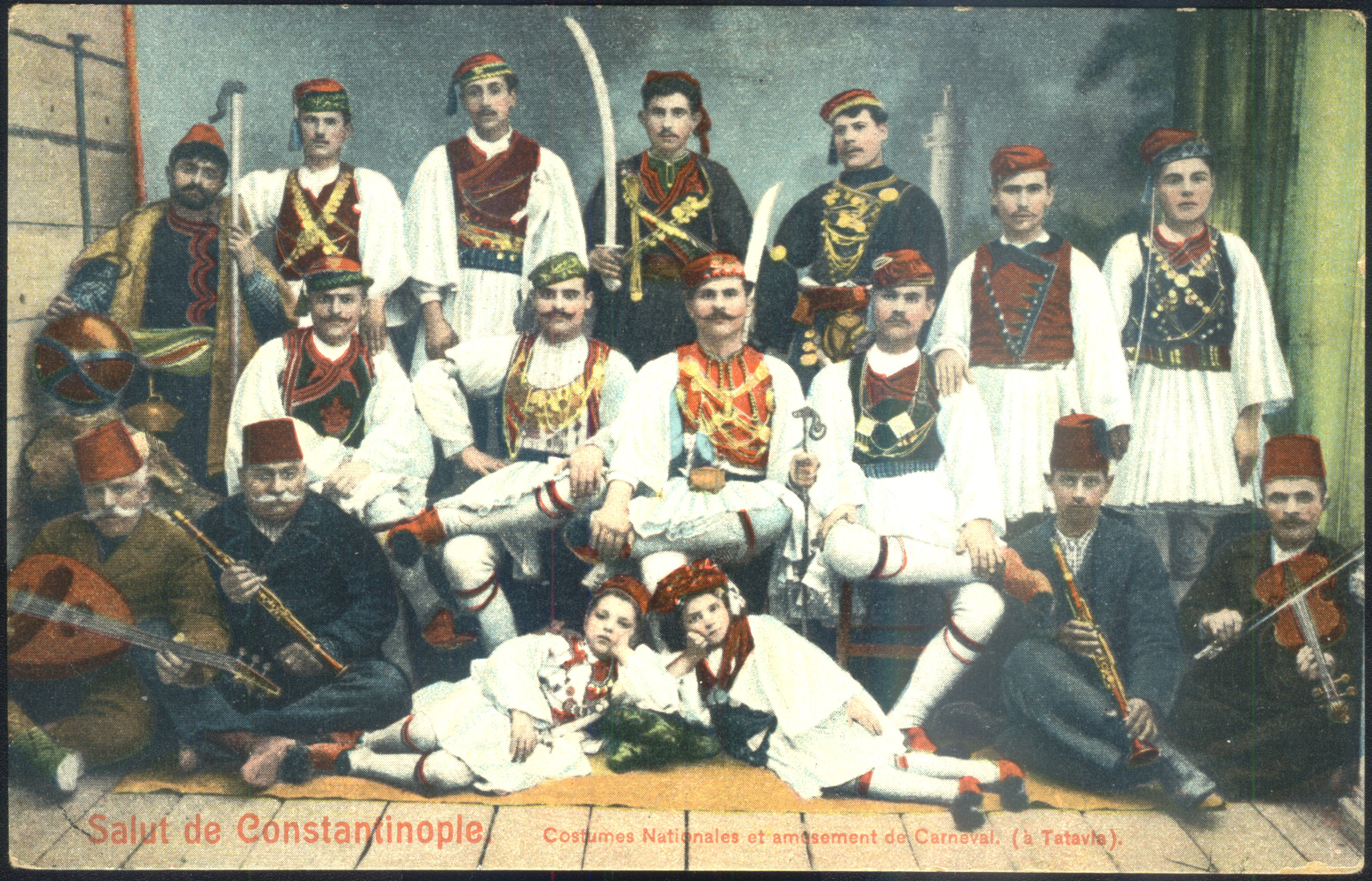
لباس‌های سنتی یونانی در باقلاخوران

باقلاخوران به ترکی استانبولی Bakla Horani، و به ارمنی Բակլա խորան یک شادپیمایی تاریخی در استانبول است. همچنین قسمتی از شادی عروسی در مازندران است.

## پیشینه
در میان مسیحیان رسم است که اسفندماه، کشیش‌ها به بازارها و خیابان‌ها می‌روند و خبر نزدیکی ایام روزه بزرگ می‌دهند و می‌گویند تمام مشروبات، لبنیات و گوشت‌ها خود را یا مصرف کنند یا امحاء کنند. در این میان، برخی از سوء مصرف مشروبات و گوشت‌ها حالات غیرعادی می‌گیرند. روزه داران باید بجای گوشت‌ها، در روزه بزرگ حبوباتی چون باقلا بخورند.
مسیحیان استامبول و به ویژه یونانی‌ها این مراسم را تا پیش از ۱۹۴۳ اجرا می‌کردند؛ که در این سال به دستور کمال آتاترک ممنوع شد. اما دوباره از سال ۲۰۱۰ به صورت محلی برگزار می‌شود.